# Кривая Бевериджа
Кривая Бевериджа — графическое изображение зависимости между уровнем безработицы и числом свободных рабочих мест. Кривая получила имя известного английского экономиста Уильяма Бевериджа (1879—1963).

## Описание
График строится в координатах «безработица — доля свободных рабочих мест». Кривая имеет отрицательный наклон, так как чем больше число вакансий, тем ниже уровень безработицы. Кривая иллюстрирует существование естественной безработицы. Несмотря на наличие вакансий часть работников не может найти работу. Если бы естественная безработица отсутствовала, то точки располагались бы на осях. Безработица существовала бы при отсутствии вакансий либо при наличии вакансий не было бы безработных. Причины, по которым безработные и вакансии сосуществуют одновременно перечислены ниже.
1. Фрикционная безработица, связанная с движением рабочей силы.
2. Жёсткие заработные платы, включая минимальный размер оплаты труда, законодательный запрет на понижение заработной платы. давление профсоюзов и т. п.
3. Временные и денежные издержки на поиск работы и наём работников.
4. Эффективная заработная плата, которую работодатели вынуждены устанавливать в условиях информационной асимметрии (см. Модель Шапиро — Стиглица).

## Положение кривой
Под влиянием различных факторов кривая смещается. Факторы, под влиянием которых происходит смещение кривой Бевериджа:
- Изменение эффективности системы трудоустройства ищущих работу. Повышение эффективности системы трудоустройства позволяет быстрее найти подходящую работу. Под влиянием этого фактора кривая смещается вправо.
- Изменение доли работающего населения в общей массе людей трудоспособного возраста.
- Другие факторы, под влиянием которых происходит сдвиг кривой.